# H & H Railroad
| Stanwood Street Railway – Livery in Connection |                      |                                     |                                     |
| Streckenlänge: | 1,6 km               |                                     |                                     |
| Spurweite: | 1435 mm (Normalspur) |                                     |                                     |
| |                      |                                     |                                     |
| \| \| \| nach Everett \| \| \| \| \| GWR-Station in East Stanwood \| \| \| \| \| nach Mount Vernon \| \| \| \| 0,0 \| Übergang zur Great Northern Railway \| Übergang zur Great Northern Railway \| \| \| \| East Stanwood \| \| \| \| 1,6 \| Stanwood \| Stanwood \| |                      |                                     |                                     |
| Strecke |                      | nach Everett                        | nach Everett                        |
| Bahnhof |                      | GWR-Station in East Stanwood        | GWR-Station in East Stanwood        |
| Abzweig ehemals geradeaus und nach links |                      | nach Mount Vernon                   | nach Mount Vernon                   |
| Kilometer-Wechsel (Strecke außer Betrieb) | 0,0                  | Übergang zur Great Northern Railway | Übergang zur Great Northern Railway |
| Bahnhof (Strecke außer Betrieb) |                      | East Stanwood                       | East Stanwood                       |
| Kopfbahnhof Streckenende (Strecke außer Betrieb) | 1,6                  | Stanwood                            | Stanwood                            |

Die H & H Railroad, die auch Hall & Hall, Stanwood Street Railway oder umgangssprachlich Dinky genannt wurde, verlief auf einer nur 1 Meile (1,6 Kilometer) langen Strecke von East Stanwood nach Stanwood in Washington State. Sie galt damals als „die kürzeste Dampfbahn der Welt“.

## Lage
Die kurze Bahnstrecke verband den neu gebauten Bahnhof an der Great Northern Railway mit den Stanwood Mills. Die Eisenbahnschienen verliefen von einer Haltestelle in der Nähe der heutigen Bank of America ostwärts über die gesamte Länge der 271st Street bis zum Depot in East Stanwood auf der Südseite der Straße, etwa dort, wo heute die Bürgersteige liegen.

## Geschichte
Stanwood wurde in den 1870er Jahren besiedelt und erhielt im Oktober 1891 seinen ersten Bahnhof an der Seattle and Montana Railroad, der späteren Great Northern Railway. Der Bahnhof lag im weniger durch Überschwemmungen gefährdeten Gebiet 1,6 Kilometer außerhalb der Innenstadt, die am Stillaguamish River lag, so dass 1904 der Bau einer Bahnstrecke erforderlich wurde, um diese besser anzubinden.
Die Bahn wurde von John W. Hall (1870–1931), seiner Frau Alice und später seinem Sohn Jesse betrieben. Er beauftragte eine Mannschaft, eine Ecke seines Stalls an der Market Street und der Saratoga Street abzureißen, um seine H & H Railroad nach East Stanwood zu verlegen. Ab 1904 wurden auf der Dinky Personen und Fracht durch das sumpfige und matschige Gebiet transportiert.
H. C. Anderson (1865–1914) war ihr Hauptinvestor und die Stanwood Lumber Company anfangs ihr Hauptkunde. Gelegentlich wurde sie von Schulkindern auf dem Schulweg benutzt. Sie wurde in den Nachrichten als Beginn der modernen Zeiten durch die Einführung von Straßenbahnen gefeiert, die auch in anderen Teilen des Snohomish County verlegt wurden. In späteren Jahren gab es keinen Personentransport mehr, und der Güterverkehr war stark vom Bedarf der Stanwood Mills abhängig. Der Betrieb wurde 1938 wegen des geringen Verkehrsaufkommens und der Konkurrenz durch Kraftfahrzeuge eingestellt.